# Meltan và Melmetal
Meltan (メルタン Merutan) và Melmetal (メルメタル Merumetaru)  là các loài Pokémon xuất hiện trong nhượng quyền thương mại Pokémon của Nintendo và Game Freak. Meltan là một Pokémon bí ẩn loại nhỏ bằng thép, kim loại, trong khi Melmetal là sự tiến hóa lớn hơn nhiều. Cả hai Pokémon đều được giới thiệu lần đầu tiên và chỉ có thể lấy được thông qua trò chơi di động Pokémon Go. Được tiết lộ vào tháng 9 năm 2018, Meltan là Pokémon đầu tiên có thể thu được độc quyền trong Pokémon Go và là Pokémon bí ẩn đầu tiên có thể tiến hóa.

## Thiết kế và đặc điểm
Meltan là một Pokémon nhỏ có chiều cao 8 inch (0,20 m). Đầu của nó có hình dạng như một đai ốc màu vàng lục giác, bên trong có một mắt tròn, đen. Cơ thể của nó là một chất lỏng màu xám của thép lỏng, và nó có một đuôi phía sau nhô ra màu đỏ giống như một sợi dây điện. Theo mô tả của nó trên trang web Pokemon.com, Meltan là một Pokemon tò mò có khả năng sử dụng các chi kim loại để ăn mòn và hấp thụ kim loại, tạo ra điện trong quá trình sử dụng để làm nguồn năng lượng và chiến đấu, bắn ra điện từ con mắt của nó.
Meltan có thể tiến hóa trong Pokémon Go, biến nó thành Pokémon huyền ảo đầu tiên có thể tiến hóa. Sự tiến hóa cao hơn của nó, Melmetal, đồ sộ hơn đáng kể, với hình dạng mơ hồ và chiều cao khoảng 8 foot 2 inch (2,49 m). Mặc dù Melmetal giữ lại thân kim loại lỏng màu xám và đầu hạt hình lục giác của Meltan, thiết kế của Melmetal cũng có một số hạt hình lục giác khác thay cho các chi và khớp của nó. Mô tả tại trang Pokemon.com của nó lưu ý rằng "Melmetal được tôn thờ vào thời cổ đại như một Pokémon có sức mạnh để tạo ra kim loại".

## Xuất hiện

### Trong game

Sự xuất hiện ban đầu của Meltan trong Pokémon Go vào ngày 22 tháng 9 năm 2018

Meltan lần đầu tiên xuất hiện trong Pokémon Go sau sự kiện "Community Day" toàn cầu của Chikorita vào ngày 22 tháng 9 năm 2018, với những người chơi ở khu vực Châu Á Thái Bình Dương là những người đầu tiên gặp nó trong trò chơi. Tên của Meltan được hiển thị là "???" và việc nắm bắt nó sẽ dẫn đến việc nó biến thành Metamon hoặc Chikorita. Vài ngày sau đó vào ngày 25 tháng 9, The Pokémon Company đã phát hành một đoạn trailer giới thiệu Pokémon với tên Meltan và xác nhận rằng Pokémon sẽ liên kết với trò chơi Pokémon: Let's Go, Pikachu! và Let's Go, Eevee! trên Nintendo Switch. Junichi Masuda trong một cuộc phỏng vấn với Eurogamer đã lưu ý rằng phương pháp tiết lộ đã được TPC và Niantic lên kế hoạch nhằm mang đến cho người chơi ấn tượng mạnh mẽ đầu tiên về Meltan dễ thương.
Đoạn giới thiệu thứ hai, được phát hành vào tháng 10, tiết lộ rằng Meltan chỉ có thể bị bắt trong Go và có thể lấy được bằng cách chuyển Pokémon từ Pokémon Go sang trò chơi Pokémon: Let's Go, Pikachu! và Let's Go, Eevee!. Cuối tháng 10, một đoạn trailer đã tiết lộ cấp tiến hóa cao hơn của Meltan, Melmetal, chỉ có thể có được bằng cách tiến hóa Meltan trong Go. Vào tháng 11, sau khi phát hành trò chơi Pokémon: Let's Go, Pikachu! và Let's Go, Eevee!, Go đã phát hành "Nhiệm vụ nghiên cứu đặc biệt" cho phép người chơi bắt Meltan mà không cần chơi trò chơi Pokémon: Let's Go, Pikachu! và Let's Go, Eevee!.

### Phương tiện truyền thông khác
Meltan xuất hiện trong loạt phim hoạt hình Pokémon, với một Meltan gia nhập đội của nhân vật chính Satoshi. Và tiến hóa cùng với các đồng loại của nó thành một Melmetal.

## Tiếp nhận
Trước khi xuất hiện lần đầu, những người khai thác dữ liệu trước đó đã phát hiện ra mô hình của Meltan, được gắn nhãn là "Kecleon" trong khi được chỉ định là "Pokémon 891". Khi Meltan ban đầu được "tiết lộ", nhiều người chơi cho rằng Meltan là người giữ chỗ và vô tình bị tiết lộ thông qua một trục trặc. Trước khi tên của nó được công khai, người chơi đã đặt cho nó những biệt danh liên quan đến hạt như "Nutto". Emma Schaeffer của Electronic Gaming Weekly nhận xét về phương thức phát hành, lưu ý rằng sự bổ sung bất ngờ khi nhiều người chơi đang nhìn vào màn hình của họ, kết hợp với lịch sử trục trặc trong quá khứ của Niantic, khiến nó trở nên phổ biến hơn nhiều so với các Pokémon khác được tiết lộ theo cách thông thường.
Trong vài giờ sau khi phát hành trò chơi Let's Go!, Meltan trở thành một chủ đề thịnh hành được bàn tán sôi nổi trên phương tiện truyền thông xã hội cho người chơi Pokémon.